# 羅夫萊斯縣
27°55′4″S 63°53′43″W / 27.91778°S 63.89528°W
羅夫萊斯縣（西班牙語：Departamento Robles），是阿根廷的縣份，位於該國北部聖地亞哥-德爾埃斯特羅省，首府設於費南德茲，面積1,424平方公里，2010年人口44,415，人口密度每平方公里31.19人。